# Norris Museum and Comfort Station
Pour les articles homonymes, voir Norris.
Les Norris Museum and Comfort Station sont deux bâtiments américains situés dans le comté de Park dans le Wyoming. Protégés au sein du parc national de Yellowstone, ils sont inscrits au Registre national des lieux historiques depuis le 21 juillet 1983.
L'ensemble architectural comprend un musée, le Norris Museum, également appelé Norris Geyser Basin Museum, et un bloc sanitaire abritant des toilettes publiques. Avec le Madison Museum et le Fishing Bridge Museum, le musée est l'un des trois trailside museums du parc national. Depuis le 28 mai 1987, il forme avec eux un National Historic Landmark sous le nom de Norris, Madison, and Fishing Bridge Museums.